# Kościół św. Andrzeja Apostoła w Ciężkowicach
Kościół św. Andrzeja Apostoła w Ciężkowicach – rzymskokatolicki kościół parafialny należący do dekanatu Ciężkowice w diecezji tarnowskiej.
Kościół został wpisany do rejestru zabytków nieruchomych województwa małopolskiego. 

## Historia kościoła
Jest to świątynia wzniesiona w latach 1901–1902 według projektu architekta Jana Sas-Zubrzyckiego. Budowla została konsekrowana w 1904 roku przez biskupa tarnowskiego Leona Wałęgę. Świątynia była remontowana po 1945 roku, kiedy to zostało wymienione pokrycie dachowe i usunięte zostały uszkodzenia powstałe w wyniku działań wojennych. 
Jest to budowla neogotycka, murowana, wzniesiona z cegły i kamienia. Składa się z trzynawowego, bazylikowego korpusu, transeptu oraz z krótkiego prezbiterium zamkniętego trójbocznie, po bokach którego są umieszczone dwie dobudówki, w których znajdują się zakrystie. Z przodu jest dobudowana wysoka wieża na planie kwadratu, nakryta ostrosłupowym dachem hełmowym. Zachodni szczyt nawy, identycznie jak szczyty południowy i północny transeptu, jest schodkowy, rozczłonkowany blendami i zwieńczony pinaklami. Ściany na zewnątrz są opięte szkarpami i łukami przyporowymi oraz ozdobione są bogatym detalem architektonicznym. Od strony zachodniej znajduje się okazały portal dwuwejściowy, uskokowy; od strony południowej identyczny, tylko z jednym wejściem. Budowla nakryta jest dachami dwuspadowymi i pulpitowymi. Na dachu znajduje się ostrosłupowa wieżyczka na sygnaturkę. Wnętrza nakryte są sklepieniami krzyżowymi. We wnętrzu znajdują się arkady międzynawowe. Okna w kościele są ostrołukowe. Polichromia wnętrza została wykonana w latach 1943–1944 (na ścianach) i w latach 1954–1956 (na sklepieniach) przez Józefa Dutkiewicza. Witraże wykonane zostały w 1905 roku w zakładzie witraży Żeleńskiego w Krakowie.

## Wyposażenie wnętrza
W skład wyposażenia kościoła wchodzą: ołtarz główny, neogotycki, wykonany przez Stanisława Wójcika w 1907 roku z obrazem Chrystusa Miłosiernego (Ecce Homo) z XVII wieku; pięć ołtarzy bocznych, neogotyckich, z których trzy zaprojektował Andrzej Lenik (w ołtarzach znajdują się m.in. obrazy: Męczeństwo św. Andrzeja z XVIII w. i Matka Boża z Dzieciątkiem z XVIII w.); ambona neogotycka z 1903 roku, wykonana przez Stanisława Wójcika; chrzcielnica kamienna, dwa konfesjonały i ławy neogotyckie z początku XX wieku, wykonane przez Andrzeja Lenika; stacje drogi krzyżowej z 1997 roku, wykonane z drzewa lipowego przez Ryszarda Rybę.

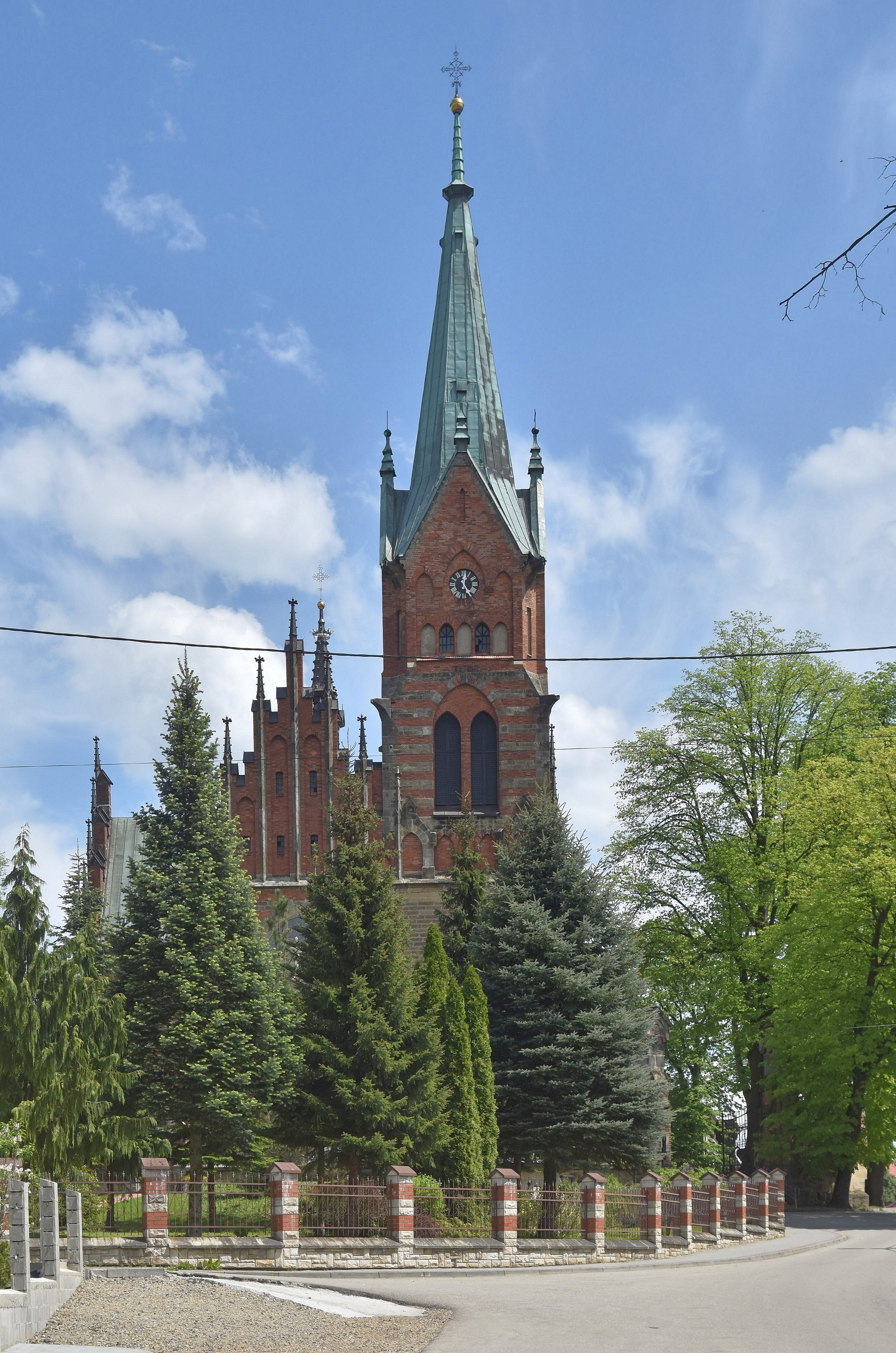
Elewacja zachodnia
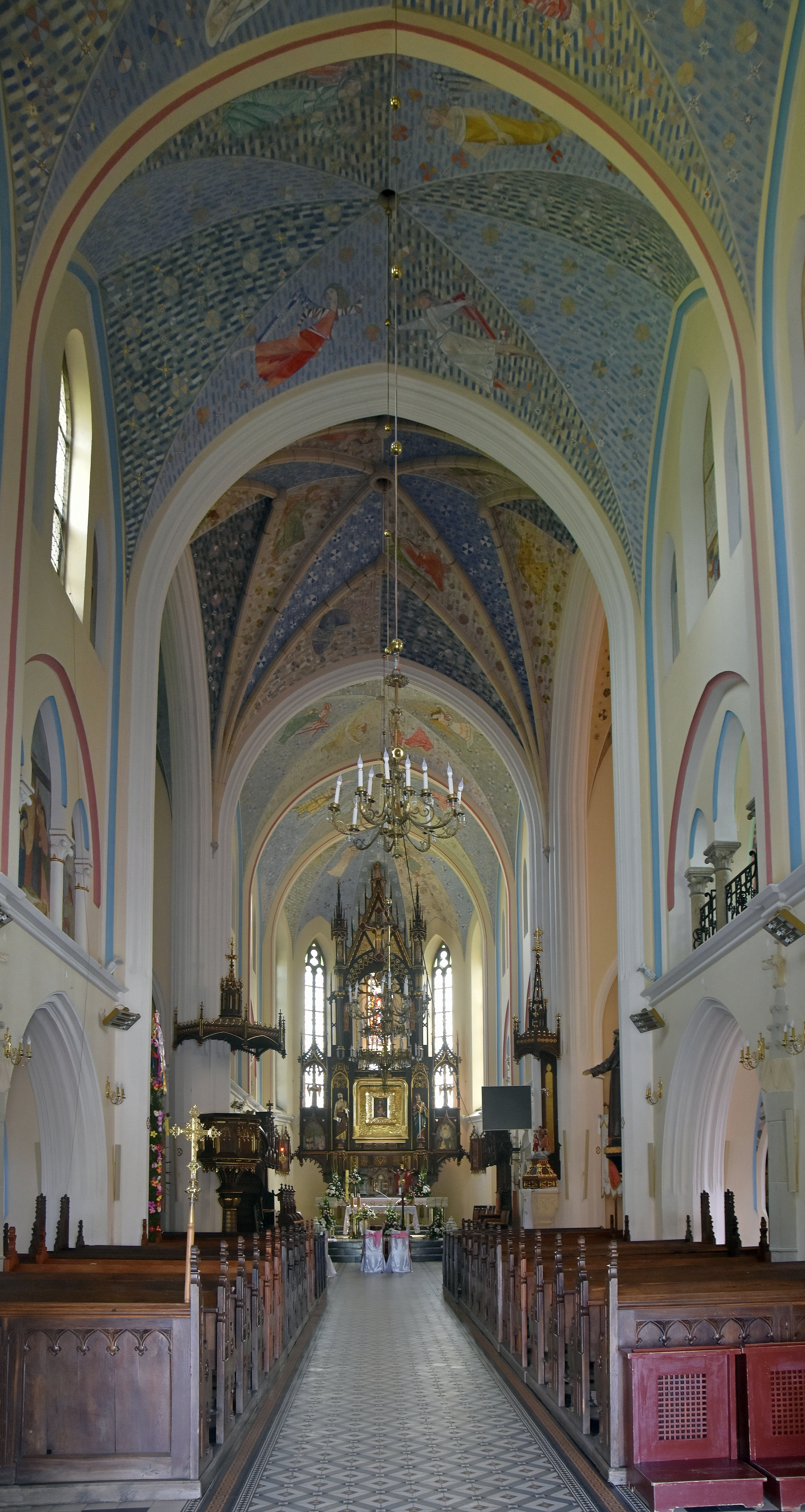
Wnętrze
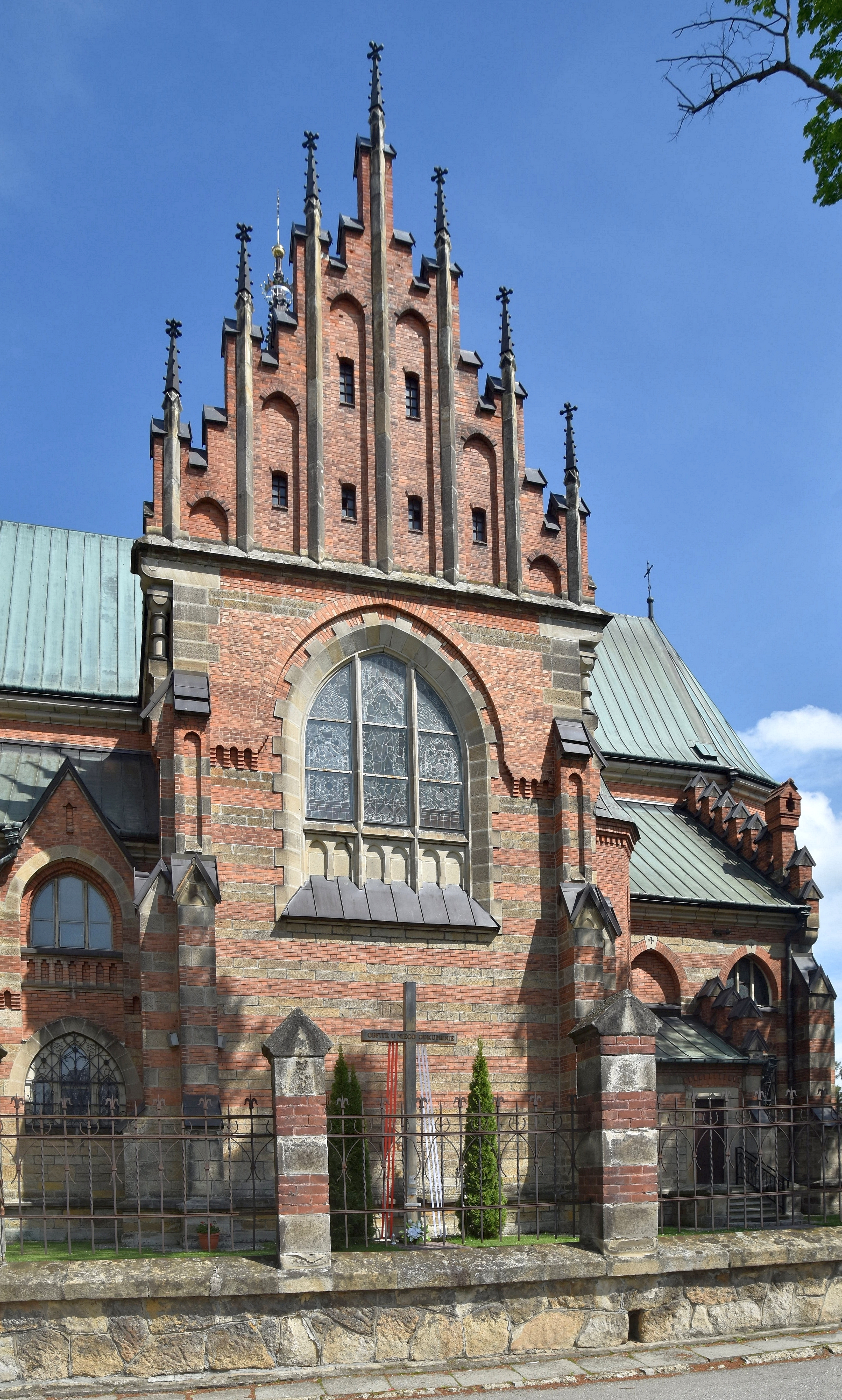
Fragment elewacji południowej